# ادی انامالای
ادی انامالای (به انگلیسی: Adi Annamalai) در هند است که در تامیل نادو واقع شده‌است.

## خصوصیات
ادی انامالای ۲۱٬۹۰۱ نفر جمعیت دارد و ۱۷۱ متر بالاتر از سطح دریا واقع شده‌است.